# وادي الهيل
وادي الهيل أو كمب المنبطح قرية صغيرة تقع في ريف حمص الشرقي على بعد 45 كم إلى الشرق من مدينة تدمر. القرية ملاصقة ل المحطة الثالثة لضخ النفط T3. يعمل معظم السكان في رعي الأغنام والجمال. يوجد في القرية بئر وادي الهيل الكبريتي الإرتوازي وسوق صغيرة ومقبرة. عدد السكان لا يتجاوز 3000 نسمة.